# Ron Faurot
Ron Faurot (Wichita, 27 gennaio 1962) è un ex giocatore di football americano statunitense che ha militato nel ruolo di defensive end nella National Football League (NFL).

## Carriera
Al college Faurot giocò a football ad Arkansas. Fu scelto come quindicesimo assoluto nel Draft NFL 1984 dai New York Jets. Giocò solamente due stagioni come professionista, mettendo a segno 2 sack in venti partite. In seguito divenne un ristoratore.